# Dahlica triquetrella
Dahlica triquetrella је врста инсекта из реда лептира (Lepidoptera), који припада породици Psychidae.

## Опис
Распон крила мужјака је од 9-13мм. Женке су бескрилне што је карактеристика овог рода, али и породице Psychidae.

## Распрострањење и станиште
Врста је присутна у Европи и Северној Америци. У Србији је изузетно ретко бележена. Пошто се углавном налазе женке, оне преферирају кору дрвета, обраслу алгама којима се хране. То су углавном топла станишта, рубови шума.

## Биологија
Мужјаци ове врсте се ретко виђају. Појављују се од марта до маја месеца. Женка је аптериготна и има способност партеногенетског развића. Исхрана је базирана на алгама и лишајима, али за успешно развиће су неопходни и инсекти у исхрани. Стадијум гусенице траје кратко, тако да се најчшће налазе гусенице или лутке.

## Синоними
- Apterona subtriquetrella Millière, 1857
- Tinea triquetrella Hübner, 1813